# Sommer-Paralympics 2024/Leichtathletik
Bei den Sommer-Paralympics 2024 in Paris wurden in insgesamt 164 Wettbewerben in der Leichtathletik Medaillen vergeben. Die Entscheidungen fielen zwischen dem 30. August und 8. September 2024.

## Klassen
Die Klassifizierung der Athletinnen und Athleten wird hier durch einen Buchstaben und eine Zahl definiert: „T“ (=Track) für Leichtathletik- und Sprungwettbewerbe, „F“ (=Field) für technische Disziplinen. Je niedriger die Klassennummer desto höher ist der Grad der Einschränkung.
- 11–13: verschiedene Grade der Sehbehinderung
- 20: Intellektuelle Beeinträchtigungen
- 31–38: Koordinationsstörungen
- 40–47: Kleinwuchs, Oberschenkelamputierte und diesen Einschränkungen Gleichgestellte, Unterschenkelamputierte und diesen Einschränkungen Gleichgestellte, können mit Prothese starten.
- T51–54: Nutzung des Rollstuhls
- F51–58: Würfe im Sitzen
- 61–64: Einschränkung unterer Extremität und Nutzung von Prothese[2]

## Medaillenspiegel
| Medaillenspiegel Leichtathletik | Medaillenspiegel Leichtathletik | Medaillenspiegel Leichtathletik | Medaillenspiegel Leichtathletik | Medaillenspiegel Leichtathletik | Medaillenspiegel Leichtathletik |
| Platz                           | Land                            | Goldmedaille – Paralympiasieger | Silbermedaille – 2. Platz       | Bronzemedaille – 3. Platz       | Gesamt                          |
| ------------------------------- | ------------------------------- | ------------------------------- | ------------------------------- | ------------------------------- | ------------------------------- |
| 1                               | China                           | 21                              | 22                              | 16                              | 59                              |
| 2                               | Vereinigte Staaten              | 10                              | 14                              | 14                              | 38                              |
| 3                               | Brasilien                       | 10                              | 11                              | 15                              | 36                              |
| 4                               | Ukraine                         | 8                               | 6                               | 5                               | 19                              |
| 5                               | Usbekistan                      | 8                               | 4                               | 4                               | 16                              |
| 6                               | Schweiz                         | 7                               | 4                               | 2                               | 13                              |
| 7                               | Großbritannien                  | 6                               | 8                               | 4                               | 18                              |
| 8                               | Kolumbien                       | 6                               | 1                               | 9                               | 16                              |
| 9                               | Niederlande                     | 5                               | 4                               | 3                               | 12                              |
| 10                              | Tunesien                        | 5                               | 3                               | 3                               | 11                              |
| 11                              | Kanada                          | 5                               | 3                               | 1                               | 9                               |
| 12                              | Kuba                            | 5                               | 1                               | 1                               | 7                               |
| 13                              | Indien                          | 4                               | 6                               | 7                               | 17                              |
| 14                              | Italien                         | 4                               | 3                               | 1                               | 8                               |
| 15                              | Belgien                         | 4                               | 1                               | 1                               | 6                               |
| 16                              | Algerien                        | 4                               | –                               | 3                               | 7                               |
| 17                              | Marokko                         | 3                               | 6                               | 4                               | 13                              |
| 18                              | Iran                            | 3                               | 6                               | 3                               | 12                              |
| 19                              | Australien                      | 3                               | 2                               | 6                               | 11                              |
| 20                              | Aserbaidschan                   | 3                               | 1                               | –                               | 4                               |
| 21                              | Thailand                        | 2                               | 5                               | 1                               | 8                               |
| 22                              | Griechenland                    | 2                               | 2                               | 3                               | 7                               |
| 23                              | Mexiko                          | 2                               | 2                               | 2                               | 6                               |
| 23                              | Polen                           | 2                               | 2                               | 2                               | 6                               |
| 25                              | Venezuela                       | 2                               | 2                               | –                               | 4                               |
| 26                              | Äthiopien                       | 2                               | 1                               | –                               | 3                               |
| 27                              | Ecuador                         | 2                               | –                               | 2                               | 4                               |
| 27                              | Südafrika                       | 2                               | –                               | 2                               | 4                               |
| 29                              | Costa Rica                      | 2                               | –                               | –                               | 2                               |
| 30                              | Spanien                         | 1                               | 3                               | 4                               | 8                               |
| 30                              | Deutschland                     | 1                               | 3                               | 4                               | 8                               |
| 32                              | Neuseeland                      | 1                               | 3                               | 2                               | 6                               |
| 33                              | Argentinien                     | 1                               | 2                               | 3                               | 6                               |
| 34                              | Ungarn                          | 1                               | 2                               | –                               | 3                               |
| 35                              | Portugal                        | 1                               | 1                               | 1                               | 3                               |
| 36                              | Lettland                        | 1                               | 1                               | –                               | 2                               |
| 37                              | Kuwait                          | 1                               | –                               | 1                               | 2                               |
| 37                              | Namibia                         | 1                               | –                               | 1                               | 2                               |
| 39                              | Bulgarien                       | 1                               | –                               | –                               | 1                               |
| 39                              | Georgien                        | 1                               | –                               | –                               | 1                               |
| 39                              | Saudi-Arabien                   | 1                               | –                               | –                               | 1                               |
| 42                              | Japan                           | –                               | 4                               | 5                               | 9                               |
| 43                              | Frankreich                      | –                               | 3                               | 2                               | 5                               |
| 44                              | Dänemark                        | –                               | 2                               | 1                               | 3                               |
| 44                              | Malaysia                        | –                               | 2                               | 1                               | 3                               |
| 44                              | Türkei                          | –                               | 2                               | 1                               | 3                               |
| 47                              | Indonesien                      | –                               | 2                               | –                               | 2                               |
| 48                              | Finnland                        | –                               | 1                               | 3                               | 4                               |
| 49                              | Kroatien                        | –                               | 1                               | 1                               | 2                               |
| 49                              | Serbien                         | –                               | 1                               | 1                               | 2                               |
| 51                              | Kenia                           | –                               | 1                               | –                               | 1                               |
| 51                              | Mongolei                        | –                               | 1                               | –                               | 1                               |
| 51                              | Nigeria                         | –                               | 1                               | –                               | 1                               |
| 51                              | Norwegen                        | –                               | 1                               | –                               | 1                               |
| 51                              | Sri Lanka                       | –                               | 1                               | –                               | 1                               |
| 51                              | Trinidad und Tobago             | –                               | 1                               | –                               | 1                               |
| 57                              | Irak                            | –                               | –                               | 2                               | 2                               |
| 58                              | Österreich                      | –                               | –                               | 1                               | 1                               |
| 58                              | Irland                          | –                               | –                               | 1                               | 1                               |
| 58                              | Jordanien                       | –                               | –                               | 1                               | 1                               |
| 58                              | Kasachstan                      | –                               | –                               | 1                               | 1                               |
| 58                              | Luxemburg                       | –                               | –                               | 1                               | 1                               |
| 58                              | Mauritius                       | –                               | –                               | 1                               | 1                               |
| 58                              | Pakistan                        | –                               | –                               | 1                               | 1                               |
| 58                              | Refugee Paralympic Team         | –                               | –                               | 1                               | 1                               |

## Ergebnisse Frauen

### 100 m
| Klasse | Wettkampftag | Gold                    | Gold       | Silber                 | Silber     | Bronze                  | Bronze      |
| Klasse | Wettkampftag | Name, Land, Klasse      | Zeit (s)   | Name, Land, Klasse     | Zeit (s)   | Name, Land, Klasse      | Zeit (s)    |
| ------ | ------------ | ----------------------- | ---------- | ---------------------- | ---------- | ----------------------- | ----------- |
| T11    | 3. September | J. Geber dos Santos T11 | 11,83 s    | C. Liu T11             | 12,04 s    | L. Silva Spoladore T11  | 12,14 s     |
| T12    | 5. September | O. Durand T12           | 11,81 s SB | O. Boturchuk T12       | 12,17 s SB | K. Müller-Rottgardt T12 | 12,26 s =SB |
| T13    | 3. September | L. Valiyeva T13         | 11,76 s WR | R. Soares da Silva T13 | 11,78 s AR | O. Comerford T13        | 11,94 s     |
| T34    | 1. September | H. Cockroft T34         | 16,80 s    | K. Adenegan T34        | 17,99 s    | H. Lan T34              | 18,45 s AR  |
| T35    | 30. August   | X. Zhou T35             | 13,58 s SB | Q. Guo T35             | 13,74 s PB | P. Pal T35              | 14,21 s PB  |
| T36    | 4. September | Y. Shi T36              | 13,39 s PR | D. Aitchison T36       | 13,43 s    | V. Hipolito T36         | 14,24 s SB  |
| T37    | 5. September | X. Wen T37              | 12,52 s PR | T. Swanson T37         | 13,19 s    | J. Roberts T37          | 13,29 s     |
| T38    | 31. August   | K. Palomeque Moreno T38 | 12,26 s WR | L. Manthopoulou T38    | 12,49 s PB | D. Jimenez Sanchez T38  | 12,53 s SB  |
| T47    | 3. September | K. Rodríguez T46        | 12,04 s SB | B. Mason T46           | 12,10 s SB | A. Grimaldi T47         | 12,20 s AR  |
| T53    | 4. September | S. Kinghorn T53         | 15,64 s PR | C. Debrunner T53       | 15,77 s    | F. Gao T53              | 16,16 s SB  |
| T54    | 4. September | L. Bayekula T54         | 15,50 s PR | T. McFadden T54        | 15,67 s    | A. Kotaja T54           | 15,77 s     |
| T63    | 7. September | M. Caironi T63          | 14,16 s SB | K. Tiarani T42         | 14,26 s WR | M. Contrafatto T63      | 14,60 s [a] |
| T63    | 7. September | M. Caironi T63          | 14,16 s SB | K. Tiarani T42         | 14,26 s WR | N. Okoh T42             | 14,59 s PB  |
| T64    | 6. September | F. Jong T62             | 12,54 s    | K. Alkemade T64        | 12,70 s    | M. van Gansewinkel T64  | 12,72 s     |

[a] zusätzliche Bronzemedaille, auf Grund von Behinderung durch andere Läuferin

### 200 m
| Klasse | Wettkampftag | Gold                    | Gold        | Silber                 | Silber     | Bronze             | Bronze     |
| Klasse | Wettkampftag | Name, Land, Klasse      | Zeit (s)    | Name, Land, Klasse     | Zeit (s)   | Name, Land, Klasse | Zeit (s)   |
| ------ | ------------ | ----------------------- | ----------- | ---------------------- | ---------- | ------------------ | ---------- |
| T11    | 7. September | J. Geber dos Santos T11 | 24,51 s =PR | Liu C. T11             | 24,86 s    | L. Ishitile T11    | 25,04 s    |
| T12    | 7. September | O. Durand T12           | 23,62 s SB  | A. Pérez López T12     | 24,19 s PB | S. Sharma T12      | 24,75 s PB |
| T35    | 1. September | X. Zhou T35             | 28,15 s SB  | Q. Guo T35             | 29,09 s PB | P. Pal T35         | 30,01 s PB |
| T36    | 1. September | Y. Shi T36              | 27,50 s PR  | D. Aitchison T36       | 27,64 s    | M. Lovell T36      | 29,82 s    |
| T37    | 30. August   | X. Wen T37              | 25,86 s PR  | N. Kobzar T37          | 27,43 s SB | F. Jiang T37       | 27,55 s    |
| T47    | 7. September | A. Grimaldi T47         | 24,72 s AR  | B. Mason T46           | 25,18 s    | S. Inthachot T47   | 25,20 s SB |
| T64    | 3. September | K. Alkemade T64         | 25,42 s PR  | M. van Gansewinkel T64 | 26,14 s    | I. Bensusan T44    | 26,77 s SB |

### 400 m
| Klasse | Wettkampftag | Gold                   | Gold           | Silber                   | Silber         | Bronze                  | Bronze         |
| Klasse | Wettkampftag | Name, Land, Klasse     | Zeit (s)       | Name, Land, Klasse       | Zeit (s)       | Name, Land, Klasse      | Zeit (s)       |
| ------ | ------------ | ---------------------- | -------------- | ------------------------ | -------------- | ----------------------- | -------------- |
| T11    | 31. August   | L. Ishitile T11        | 56,20 s PR     | T. Simplico da Silva T11 | 57,21 s SB     | S. He T11               | 58,25 s PB     |
| T12    | 3. September | O. Durand T12          | 53,59 s SB     | H. Safarzadeh T12        | 55,39 s AR     | O. Boturchuk T12        | 55,67 s SB     |
| T13    | 7. September | R. Soares da Silva T13 | 53,55 s WR     | L. Vəliyeva T13          | 55,09 s        | C. Duarte T13           | 55,52 s        |
| T20    | 3. September | Y. Shuliar T20         | 55,16 s PB     | A. Önder T20             | 55,23 s        | D. Jeevanji T20         | 55,82 s        |
| T37    | 3. September | N. Kobzar T37          | 1:00,92 min PB | F. Jiang T37             | 1:01,88 min SB | V. Slanova T37          | 1:03,61 min PB |
| T38    | 7. September | K. Palomeque T38       | 58,67 s WR     | L. Ekler T38             | 59,35 s AR     | L. Ave T38              | 60,37 s SB     |
| T47    | 31. August   | F. da Silva T47        | 56,74 s PB     | L. Vera Andrade T47      | 56,78 s PB     | M. Augusto da Silva T47 | 57,20 s PB     |
| T53    | 5. September | C. Debrunner T53       | 51,60 s PR     | S. Kinghorn T53          | 53,45 s        | Zhou H. T53             | 55,09 s        |
| T54    | 5. September | L. Bayekula T54        | 53,05 s        | M. Schär T54             | 53,14 s        | Zhou Z. T54             | 54,01 s        |

### 800 m
| Klasse | Wettkampftag | Gold               | Gold           | Silber             | Silber         | Bronze             | Bronze         |
| Klasse | Wettkampftag | Name, Land, Klasse | Zeit (min)     | Name, Land, Klasse | Zeit (min)     | Name, Land, Klasse | Zeit (min)     |
| ------ | ------------ | ------------------ | -------------- | ------------------ | -------------- | ------------------ | -------------- |
| T34    | 7. September | H. Cockroft T34    | 1:55,44 min    | K. Adenegan T34    | 2:03,12 min    | E. Houston T34     | 2:05,94 min    |
| T53    | 1. September | C. Debrunner T53   | 1:41,04 min PR | S. Kinghorn T53    | 1:42,96 min    | H. Zhou T53        | 1:46,83 min AR |
| T54    | 1. September | M. Schär T54       | 1:42,36 min PR | Z. Zhou T54        | 1:43,24 min PB | S. Scaroni T54     | 1:43,42 min    |

### 1500 m
| Klasse | Wettkampftag | Gold                     | Gold           | Silber             | Silber         | Bronze             | Bronze         |
| Klasse | Wettkampftag | Name, Land, Klasse       | Zeit (min)     | Name, Land, Klasse | Zeit (min)     | Name, Land, Klasse | Zeit (min)     |
| ------ | ------------ | ------------------------ | -------------- | ------------------ | -------------- | ------------------ | -------------- |
| T11    | 2. September | Y. Tesfaw T11            | 4:27,68 min WR | S. He T11          | 4:32,82 min AR | L. Coetzee T11     | 4:35,49 min PB |
| T13    | 31. August   | T. Menigstu T13          | 4:22,39 min    | F. El Idrissi T12  | 4:22,98 min SB | L. Corso T13       | 4:23,45 min SB |
| T20    | 6. September | B. Bieganowska-Zając T20 | 4:26,06 min SB | L. Danylina T20    | 4:28,40 min PB | A. Keyla T20       | 4:29,40 min AR |
| T54    | 3. September | C. Debrunner T53         | 3:13,10 min PR | S. Kinghorn T53    | 3:16,01 min    | S. Scaroni T54     | 3:16,68 min    |

### 5000 m
| Klasse | Wettkampftag | Gold               | Gold            | Silber             | Silber       | Bronze             | Bronze       |
| Klasse | Wettkampftag | Name, Land, Klasse | Zeit (min)      | Name, Land, Klasse | Zeit (min)   | Name, Land, Klasse | Zeit (min)   |
| ------ | ------------ | ------------------ | --------------- | ------------------ | ------------ | ------------------ | ------------ |
| T54    | 31. August   | C. Debrunner T53   | 10:43,62 min PR | S. Scaroni T54     | 10:45,18 min | M. de Rozario T53  | 11:10,20 min |

### Marathon
| Klasse | Wettkampftag | Gold               | Gold         | Silber             | Silber       | Bronze             | Bronze    |
| Klasse | Wettkampftag | Name, Land, Klasse | Zeit (h)     | Name, Land, Klasse | Zeit (h)     | Name, Land, Klasse | Zeit (h)  |
| ------ | ------------ | ------------------ | ------------ | ------------------ | ------------ | ------------------ | --------- |
| T12    | 8. September | F. El Idrissi T12  | 2:48:36 h WR | M. En-Nourhi T12   | 2:58:18 h PB | M. Michishita T12  | 3:04:23 h |
| T54    | 8. September | C. Debrunner T53   | 1:41:50 h    | M. de Rozario T53  | 1:46:13 h    | S. Scaroni T54     | 1:46:29 h |

### Weitsprung
| Klasse | Wettkampftag | Gold               | Gold      | Silber                   | Silber    | Bronze                  | Bronze     |
| Klasse | Wettkampftag | Name, Land, Klasse | Weite (m) | Name, Land, Klasse       | Weite (m) | Name, Land, Klasse      | Weite (m)  |
| ------ | ------------ | ------------------ | --------- | ------------------------ | --------- | ----------------------- | ---------- |
| T11    | 30. August   | A. Mirsajorowa T11 | 5,24 m PR | Zhou G. T11              | 4,91 m SB | A. García T11           | 4,76 m     |
| T12    | 1. September | O. Zubkovska T12   | 5,78 m SB | S. Martínez T12          | 5,40 m SB | L. Hamri T12            | 5,30 m SB  |
| T20    | 6. September | K. Kucharczyk T20  | 5,82 m SB | Z. Cassiano da Silva T20 | 5,76 m    | F. Altın T20            | 5,73 m PB  |
| T37    | 1. September | X. Wen T37         | 5,44 m PR | J. Roberts T37           | 4,77 m    | M. Genest T37           | 4,59 m =SB |
| T38    | 5. September | L. Ekler T38       | 5,56 m PB | N. Moos T38              | 5,13 m PB | K. Palomeque Moreno T38 | 4,99 m AR  |
| T47    | 6. September | K. Rodríguez T46   | 6,05 m PR | P. Luterán T47           | 5,85 m PB | B. Nørremark T47        | 5,76 m PB  |
| T63    | 5. September | V. Low T61         | 5,45 m WR | M. Caironi T63           | 5,06 m    | E. Kratter T63          | 4,83 m SB  |
| T64    | 31. August   | F. Jong T62        | 6,53 m PR | M. van Gansewinkel T64   | 5,87 m PB | B. Hatz T64             | 5,38 m     |

### Kugelstoßen
| Klasse | Wettkampftag | Gold               | Gold       | Silber                | Silber     | Bronze              | Bronze     |
| Klasse | Wettkampftag | Name, Land, Klasse | Weite (m)  | Name, Land, Klasse    | Weite (m)  | Name, Land, Klasse  | Weite (m)  |
| ------ | ------------ | ------------------ | ---------- | --------------------- | ---------- | ------------------- | ---------- |
| F12    | 6. September | A. Legnante F11    | 14,54 m    | S. Burxonova F12      | 14,12 m SB | Zhao Y. F12         | 12,21 m    |
| F20    | 1. September | S. Fortune F20     | 15,12 m WR | G. Agblemagnon F20    | 14,43 m PB | P. Méndes F20       | 14,31 m SB |
| F32    | 4. September | A. Moskalenko F32  | 8,00 m WR  | W. Brito Oliveira F32 | 7,89 m AR  | E. Galaktionova F32 | 7,72 m SB  |
| F33    | 5. September | Wu Q. F33          | 7,98 m PR  | G. Cota Vera F33      | 7,89 m     | S. Krivenok F33     | 7,74 m PB  |
| F34    | 3. September | L. Zou F34         | 9,14 m SB  | L. Kornobys F34       | 8,33 m SB  | S. Amoudi F34       | 7,80 m SB  |
| F35    | 5. September | M. Pomazan F35     | 12,75 m SB | J. Wang F35           | 11,94 m    | A. Nicholson F35    | 9,44 m     |
| F37    | 31. August   | Y. Li F37          | 13,45 m    | N. Mi F37             | 13,19 m SB | I. Vertinskaya F37  | 12,86 m    |
| F40    | 7. September | L. Baars F40       | 9,10 m PR  | R. Śliwińska F40      | 9,00 m SB  | R. Jebali F40       | 8,66 m =SB |
| F41    | 30. August   | R. Tlili F41       | 10,40 m SB | K. Chakimowa F41      | 10,36 m AR | A. Ruíz Díaz F41    | 9,58 m SB  |
| F46    | 4. September | N. Malkamaki F46   | 14,06 m WR | M. Shpatlivska F46    | 12,35 m AR | H. Robinson F46     | 11,88 m    |
| F54    | 2. September | G. Zarza F54       | 8,06 m     | E. Gomes F53          | 7,82 m WR  | N. Kurbanova F54    | 7,75 m SB  |
| F57    | 5. September | S. Djelal F57      | 11,56 m PR | M. Xu F57             | 10,89 m    | N. Saifi F57        | 10,74 m SB |
| F64    | 5. September | J. Yao F44         | 12,53 m SB | A. Middleton F44      | 12,19 m PB | Y. Yang F44         | 11,77 m SB |

### Diskuswurf
| Klasse | Wettkampftag | Gold                   | Gold       | Silber             | Silber     | Bronze                  | Bronze     |
| Klasse | Wettkampftag | Name, Land, Klasse     | Weite (m)  | Name, Land, Klasse | Weite (m)  | Name, Land, Klasse      | Weite (m)  |
| ------ | ------------ | ---------------------- | ---------- | ------------------ | ---------- | ----------------------- | ---------- |
| F11    | 3. September | L. Zhang F11           | 39,08 m SB | A. Legnante F11    | 38,01 m SB | E. Xue F11              | 37,67 m    |
| F38    | 6. September | S. Kruger F38          | 38,70 m PR | Li Y. F37          | 38,64 m PR | X. Saldarriaga F38      | 38,36 m AR |
| F41    | 4. September | R. Tlili F41           | 36,55 m SB | Y. Karim F41       | 36,46 m    | E. López F41            | 30,89 m AR |
| F53    | 2. September | E. Rodrigues Gomes F53 | 17,37 m PR | K. Onidani F53     | 15,78 m AR | Z. Ovsii F51            | 14,17 m SB |
| F55    | 30. August   | E. Castano Salazar F55 | 26,70 m    | F. Dong F55        | 26,67 m AR | R. Guerrero Cazares F55 | 25,81 m SB |
| F57    | 31. August   | N. Saifi F57           | 35,55 m PR | M. Xu F57          | 32,81 m PB | M. Khamdamova F57       | 32,75 m    |
| F64    | 1. September | Y. Yang F44            | 42,39 m SB | J. Yao F44         | 41,98 m    | O. Machado F44          | 40,01 m    |

### Speerwurf
| Klasse | Wettkampftag | Gold               | Gold       | Silber                   | Silber     | Bronze             | Bronze     |
| Klasse | Wettkampftag | Name, Land, Klasse | Weite (m)  | Name, Land, Klasse       | Weite (m)  | Name, Land, Klasse | Weite (m)  |
| ------ | ------------ | ------------------ | ---------- | ------------------------ | ---------- | ------------------ | ---------- |
| F13    | 31. August   | Y. Zhao F12        | 47,06 m WR | A. Kulinich-Sorokina F12 | 38,10 m SB | Natalija Eder F12  | 37,22 m    |
| F34    | 1. September | L. Zou F34         | 22,55 m WR | C. Zuo F34               | 19,44 m PB | D. Crees F34       | 17,65 m AR |
| F46    | 6. September | N. Morillo Gil F46 | 43,77 m PR | S. Yigitalieva F46       | 43,12 m AR | H. Arnold F46      | 40,59 m    |
| F54    | 7. September | N. Kurbanova F54   | 21,12 m WR | F. Ugwunwa F54           | 19,26 m    | E. Salehi F54      | 16,24 m    |
| F56    | 3. September | D. Krumina F55     | 24,99 m PR | R. Rocha Machado F56     | 23,51 m    | S. Lin F55         | 22,35 m    |

### Keulenwurf
| Klasse | Wettkampftag | Gold               | Gold       | Silber             | Silber     | Bronze                          | Bronze    |
| Klasse | Wettkampftag | Name, Land, Klasse | Weite (m)  | Name, Land, Klasse | Weite (m)  | Name, Land, Klasse              | Weite (m) |
| ------ | ------------ | ------------------ | ---------- | ------------------ | ---------- | ------------------------------- | --------- |
| F32    | 30. August   | M. Ibrahmi F32     | 29,00 m WR | P. Habibi F32      | 26,29 m AR | G. Boscolo Castilho Goncalv F32 | 26,01 m   |

## Ergebnisse Männer

### 100 m
| Klasse | Wettkampftag | Gold                       | Gold        | Silber                 | Silber      | Bronze                     | Bronze      |
| Klasse | Wettkampftag | Name, Land, Klasse         | Zeit (s)    | Name, Land, Klasse     | Zeit (s)    | Name, Land, Klasse         | Zeit (s)    |
| ------ | ------------ | -------------------------- | ----------- | ---------------------- | ----------- | -------------------------- | ----------- |
| T11    | 5. September | A. Gavelas T11             | 11,02 s SB  | T. Adolphe T11         | 11,05 s =SB | Di D. T11                  | 11,08 s SB  |
| T12    | 31. August   | S. Yıldırım T12            | 10,70 s     | N. Malone T12          | 10,71 s     | J. Marinho de Oliveira T12 | 10,84 s     |
| T13    | 1. September | S. Athmani T13             | 10,42 s PR  | S. Kashafali T13       | 10,47 s SB  | S. Kawakami T13            | 10,80 s     |
| T34    | 2. September | C. Rattana T34             | 14,76 s PR  | W. Ktila T34           | 15,14 s     | A. Smeenk T34              | 15,19 s     |
| T35    | 2. September | I. Tsvietov T35            | 11,43 s PB  | A. Kalashian T35       | 11,70 s PB  | D. Safronov T35            | 11,79 s SB  |
| T36    | 7. September | J. Turner T36              | 11,85 s =PR | A. Chavez T36          | 11,88 s     | Yang Y. T36                | 11,88 s =SB |
| T37    | 30. August   | R. Gomes de Mendonca T37   | 11,07 s =SB | S. Purnomo T37         | 11,26 s AR  | A. Vdovin T37              | 11,41 s SB  |
| T38    | 31. August   | J. Blackwell T38           | 10,64 s WR  | R. Medrano T38         | 10,97 s PB  | J. Campas T38              | 10,99 s PB  |
| T44    | 1. September | M. Mhlongo T44             | 11,12 s SB  | Y. Vives Suares T44    | 11,20 s AR  | E. Bernard T44             | 11,58 s AR  |
| T47    | 30. August   | P. Ferreira dos Santos T47 | 10,68 s SB  | K. Best T47            | 10,75 s PB  | A. El Haddaoui T47         | 10,78 s     |
| T51    | 6. September | C. Fournie T51             | 19,63 s PR  | P. Genyn T51           | 20,47 s     | T. Piispanen T51           | 21,14 s SB  |
| T52    | 6. September | M. Carabin T52             | 16,70 s     | M. Perrineau-Daley T52 | 17,27 s     | T. Sato T52                | 17,44 s     |
| T53    | 4. September | A. Al-Qurashi T53          | 14,48 s PB  | P. Paeyo T53           | 14,66 s SB  | A. Fernades da Silva T53   | 15,08 s     |
| T54    | 4. September | J. Cervantes García T54    | 13,74 s AR  | A. Paeng-Nuea T54      | 13,79 m     | L. Tahti T54               | 13,86 s     |
| T63    | 2. September | E. Frech T63               | 12,06 s PB  | D. Wagner T63          | 12,08 s PB  | V. Gonçalves Rodrigues T63 | 12,10 s SB  |
| T64    | 2. September | S. Guity T64               | 10,65 s PR  | M. Manu T64            | 10,76 s     | F. Streng T64              | 10,77 s     |

### 200 m
| Klasse | Wettkampftag | Gold               | Gold       | Silber                   | Silber     | Bronze             | Bronze     |
| Klasse | Wettkampftag | Name, Land, Klasse | Zeit (s)   | Name, Land, Klasse       | Zeit (s)   | Name, Land, Klasse | Zeit (s)   |
| ------ | ------------ | ------------------ | ---------- | ------------------------ | ---------- | ------------------ | ---------- |
| T35    | 7. September | I. Tsvietov T35    | 23,19 s SB | D. Safronov T35          | 23,78 s    | A. Kalashian T35   | 23,88 s    |
| T37    | 7. September | A. Vdovin T37      | 22,69 s SB | R. Gomes de Mendonça T37 | 22,71 s SB | C. Costa T37       | 22,74 s PB |
| T51    | 3. September | C. Fournie T51     | 37,64 s PB | T. Piispanen T51         | 38,55 s SB | P. Genyn T51       | 38,65 s    |
| T64    | 7. September | S. Guity T64       | 21,32 s PR | L. Vloet T64             | 22,47 s PB | M. Mhlongo T44     | 22,62 s WR |

### 400 m
| Klasse | Wettkampftag | Gold                   | Gold        | Silber                 | Silber     | Bronze                 | Bronze     |
| Klasse | Wettkampftag | Name, Land, Klasse     | Zeit (s)    | Name, Land, Klasse     | Zeit (s)   | Name, Land, Klasse     | Zeit (s)   |
| ------ | ------------ | ---------------------- | ----------- | ---------------------- | ---------- | ---------------------- | ---------- |
| T11    | 1. September | E. Santos Gonzalez T11 | 50,58 s PB  | T. Adolphe T11         | 50,75 s    | G. Atangana T11        | 50,89 s PB |
| T12    | 5. September | M. Bouja T12           | 48,62 s     | N. Malone T12          | 49,35 s    | R. Jebabli T12         | 49,56 s    |
| T13    | 5. September | S. Athmani T13         | 47,43 s     | R. Fukunaga T13        | 48,07 s    | B. Bermudez Villar T13 | 48,83 s AR |
| T20    | 3. September | J. Obando T20          | 48,09 s     | D. Pineda Mejía T20    | 48,24 s    | Y. Philippe T20        | 48,30 s SB |
| T36    | 3. September | J. Turner T36          | 51,54 s WR  | W. Stedman T36         | 52,92 s PB | A. Chavez T36          | 53,60 s AR |
| T37    | 4. September | A. Vdovin T37          | 50,27 s SB  | B. da Silva Chaves T37 | 50,39 s PB | A. Tissaoui T37        | 50,50 s AR |
| T38    | 3. September | J. Blackwell T38       | 48,49 s =WR | R. Medrano T38         | 49,74 s PB | J. Campas T38          | 49,92 s PB |
| T47    | 7. September | A. el-Haddaoui T47     | 46,65 s WR  | A. Sadni T47           | 47,16 s    | T. de Moraes T47       | 47,97 s SB |
| T52    | 30. August   | M. Carabin T52         | 55,10 s     | T. Sato T52            | 56,26 s    | T. Ito T52             | 61,08 s    |
| T53    | 1. September | P. Paeyo T53           | 46,77 s     | B. Lakatos T53         | 47,24 s SB | B. Siemann T53         | 47,84 s PB |
| T54    | 1. September | Y. Dai T54             | 44,55 s PR  | A. Paeng-nuea T54      | 44,67 s SB | D. Romanchuk T54       | 45,11 s AR |
| T62    | 6. September | H. Woodhall T62        | 46,36 s     | J. Floors T62          | 46,90 s SB | O. Hendriks T62        | 46,91 s PB |

### 800 m
| Klasse | Wettkampftag | Gold               | Gold           | Silber             | Silber         | Bronze             | Bronze      |
| Klasse | Wettkampftag | Name, Land, Klasse | Zeit (min)     | Name, Land, Klasse | Zeit (min)     | Name, Land, Klasse | Zeit (min)  |
| ------ | ------------ | ------------------ | -------------- | ------------------ | -------------- | ------------------ | ----------- |
| T34    | 7. September | A. Smeenk T34      | 1:29,27 min    | C. Rattana T34     | 1:39,48 min    | R. McCracken T34   | 1:40,13 min |
| T53    | 5. September | B. Lakatos T53     | 1:37,32 min SB | P. Paeyo T53       | 1:38,26 min    | B. Siemann T53     | 1:38,44 min |
| T54    | 5. September | Jin H. T54         | 1:28,20 min PR | Dai Y. T54         | 1:29,94 min PB | M. Hug T54         | 1:30,98 min |

### 1500 m
| Klasse | Wettkampftag | Gold               | Gold           | Silber             | Silber         | Bronze             | Bronze         |
| Klasse | Wettkampftag | Name, Land, Klasse | Zeit (min)     | Name, Land, Klasse | Zeit (min)     | Name, Land, Klasse | Zeit (min)     |
| ------ | ------------ | ------------------ | -------------- | ------------------ | -------------- | ------------------ | -------------- |
| T11    | 3. September | Y. Jacques T11     | 3:55,82 min WR | Y. Yigzaw T11      | 4:03,21 min    | J. Agripino T11    | 4:04,03 min    |
| T13    | 3. September | A. Kostin T12      | 3:44,43 min PR | R. Jebali T12      | 3:44,67 min AR | A. Kuliatin T12    | 3:44,94 min PB |
| T20    | 6. September | B. Sandilands T20  | 3:45,40 min WR | S. Baessa T20      | 3:49,46 min PB | M. Brannigan T20   | 3:49,91 min    |
| T38    | 7. September | A. Tissaoui T37    | 4:12,91 min    | N. Riech T38       | 4:13,12 min    | R. Langdon T38     | 4:13,13 min    |
| T46    | 31. August   | A. Iaremchuk T46   | 3:50,24 min    | M. Roeger T46      | 3:51,19 min    | A. Praud T46       | 3:51,37 min PB |
| T54    | 3. September | H. Jin T54         | 2:49,93 min    | M. Hug T54         | 2:52,59 min    | Y. Dai T54         | 2:53,54 min PB |

### 5000 m
| Klasse | Wettkampftag | Gold                       | Gold            | Silber             | Silber          | Bronze             | Bronze          |
| Klasse | Wettkampftag | Name, Land, Klasse         | Zeit (min)      | Name, Land, Klasse | Zeit (min)      | Name, Land, Klasse | Zeit (min)      |
| ------ | ------------ | -------------------------- | --------------- | ------------------ | --------------- | ------------------ | --------------- |
| T11    | 30. August   | J. Agripino dos Santos T11 | 14:48,85 min WR | K. Karasawa T11    | 14:51,48 min AR | Y. Jacques T11     | 14:52,61 min PB |
| T13    | 31. August   | Y. Ouhdadi El Ataby T13    | 15:50,64 min    | A. Kostin T12      | 15:52,36 min    | A. Kuliatin T12    | 15:55,23 min    |
| T54    | 31. August   | D. Romanchuk T54           | 10:55,28 min    | M. Hug T54         | 10:55,78 min    | F. Alrajehi T54    | 10:55,99 min    |

### Marathon
| Klasse | Wettkampftag | Gold               | Gold         | Silber             | Silber       | Bronze             | Bronze       |
| Klasse | Wettkampftag | Name, Land, Klasse | Zeit (h)     | Name, Land, Klasse | Zeit (h)     | Name, Land, Klasse | Zeit (h)     |
| ------ | ------------ | ------------------ | ------------ | ------------------ | ------------ | ------------------ | ------------ |
| T12    | 8. September | W. Boukhili T12    | 2:22:05 h SB | A. Suárez Laso T12 | 2:24:02 h SB | A. Chentouf El T12 | 2:24:35 h SB |
| T54    | 8. September | M. Hug T54         | 1:27:39 h    | Jin H. T54         | 1:31:19 h SB | T. Suzuki T54      | 1:31:23 h    |

### Hochsprung
| Klasse | Wettkampftag | Gold               | Gold      | Silber             | Silber    | Bronze             | Bronze    |
| Klasse | Wettkampftag | Name, Land, Klasse | Weite (m) | Name, Land, Klasse | Weite (m) | Name, Land, Klasse | Weite (m) |
| ------ | ------------ | ------------------ | --------- | ------------------ | --------- | ------------------ | --------- |
| T47    | 1. September | R. Townsend T46    | 2,12 m SB | K. Nishad T47      | 2,04 m SB | G. Margiev T47     | 2,00 m AR |
| T63    | 3. September | E. Frech T63       | 1,94 m PR | S. Kumar T42       | 1,88 m PR | M. Thangavelu T42  | 1,85 m    |
| T64    | 6. September | P. Kumar T44       | 2,08 m AR | D. Loccident T64   | 2,06 m PR | T. Giyazov T44     | 2,03 m PB |
| T64    | 6. September | P. Kumar T44       | 2,08 m AR | D. Loccident T64   | 2,06 m PR | M. Lepiato T44     | 2,03 m    |

### Weitsprung
| Klasse | Wettkampftag | Gold                 | Gold       | Silber             | Silber    | Bronze                     | Bronze    |
| Klasse | Wettkampftag | Name, Land, Klasse   | Weite (m)  | Name, Land, Klasse | Weite (m) | Name, Land, Klasse         | Weite (m) |
| ------ | ------------ | -------------------- | ---------- | ------------------ | --------- | -------------------------- | --------- |
| T11    | 30. August   | D. Di T11            | 6,85 m WR  | S. Chen T11        | 6,50 m    | J. Munar Martinez T11      | 6,32 m PB |
| T12    | 2. September | S. Najafzade T12     | 7,27 m     | D. Saliev T12      | 7,16 m SB | F. Vasquez T12             | 6,88 m    |
| T13    | 7. September | O. Aslanov T13       | 7,29 m SB  | I. Jean-Paul T13   | 7,20 m SB | P. Andrade dos Reis T13    | 7,20 m PB |
| T20    | 7. September | M. Iakushev T20      | 7,51 m AR  | A. Romly T20       | 7,45 m SB | J. Obando T20              | 7,38 m AR |
| T36    | 2. September | E. Torsunov T36      | 5,83 m PR  | A. Ramos T36       | 5,76 m    | O. Lytvynenko T36          | 5,76 m PB |
| T37    | 3. September | B. Impellizzeri T37  | 6,42 m     | S. Opiyo T37       | 6,20 m AR | M. Evangelista Cardoso T37 | 6,20 m SB |
| T38    | 4. September | K. Khinchagov T38    | 6,52 m =SB | H. Zhong T38       | 6,50 m    | J. Lemos Rivas T38         | 6,40 m SB |
| T47    | 3. September | R. Sol Cervantes T46 | 7,41 m     | H. Wang T46        | 7,32 m SB | N. Kotukov T47             | 7,05 m    |
| T63    | 31. August   | J. de Jong T63       | 7,68 m WR  | D. Wagner T63      | 7,39 m PB | N. Mbuyamba T63            | 7,01 m PB |
| T64    | 4. September | M. Rehm T64          | 8,13 m     | D. Loccident T64   | 7,79 m    | J. Wallace T64             | 7,49 m    |

### Kugelstoßen
| Klasse | Wettkampftag | Gold                  | Gold       | Silber                    | Silber      | Bronze              | Bronze     |
| Klasse | Wettkampftag | Name, Land, Klasse    | Weite (m)  | Name, Land, Klasse        | Weite (m)   | Name, Land, Klasse  | Weite (m)  |
| ------ | ------------ | --------------------- | ---------- | ------------------------- | ----------- | ------------------- | ---------- |
| F11    | 2. September | A. Alipour F11        | 14,78 m AR | M. Olad F11               | 13,89 m SB  | Á. del Amo Cano F11 | 13,38 m PB |
| F12    | 31. August   | E. Sultonov F12       | 16,45 m PB | V. Ponomarenko F12        | 16,12 m PB  | R. Danyliuk F12     | 16,11 m SB |
| F20    | 3. September | O. Yarovyi F20        | 17,61 m WR | M. Zolkefli F20           | 17,18 m     | M. Koval F20        | 16,99 m    |
| F32    | 3. September | A. Konstantinidis F32 | 11,93 m AR | A. Churkin F32            | 11,39 m SB  | L. Stefanidis F32   | 9,84 m     |
| F33    | 7. September | Cai B. F33            | 12,77 m WR | D. Černi F33              | 12,18 m PB  | Z. Derhem F33       | 11,26 m    |
| F34    | 7. September | M. Valencia F34       | 11,71 m SB | A. Nouiri F34             | 11,70 m AR  | A. Hindi F34        | 11,66 m SB |
| F35    | 5. September | H. Norbekov F35       | 16,82 m PR | H. Urra F35               | 16,11 m AR  | S. Javanmardi F35   | 15,84 m    |
| F36    | 4. September | V. Sviridov F36       | 17,18 m WR | A. Kokoity F36            | 16,27 m SB  | D. Mukashbekov F36  | 16,00 m AR |
| F37    | 30. August   | K. Marufkhujaev F37   | 16,37 m PB | A. Ben Moslah F37         | 15,40 m =SB | T. Yuldashev F37    | 15,24 m PB |
| F40    | 1. September | M. Monteiro F40       | 11,21 m PR | T. Battulga F40           | 11,09 m PB  | G. Tnaiash F40      | 11,03 m    |
| F41    | 2. September | B. Omonov F41         | 14,32 m PR | N. Kappel F41             | 13,74 m     | J. Huang F41        | 11,66 m PB |
| F46    | 4. September | G. Stewart F46        | 16,38 m SB | S. Khilari F46            | 16,32 m AR  | L. Baković F46      | 16,27 m PB |
| F53    | 1. September | G. Ochkhikidze F53    | 9,66 m WR  | A. Gani F53               | 9,22 m AR   | A. Mokhtari F53     | 8,69 m SB  |
| F55    | 30. August   | R. Ruzhdi F55         | 12,40 m SB | Z. Zaker F55              | 11,88 m     | L. Stoltman F55     | 11,81 m    |
| F57    | 6. September | Y. Khosravi F57       | 15,96 m PR | T. Paulino dos Santos F57 | 15,06 m     | H. Hotozhe Sema F57 | 14,65 m PB |
| F63    | 7. September | F. Sorour F42         | 15,31 m SB | A. Davies F42             | 15,10 m     | T. Habscheid F63    | 14,97 m PR |

### Diskuswurf
| Klasse | Wettkampftag | Gold                  | Gold       | Silber             | Silber     | Bronze              | Bronze     |
| Klasse | Wettkampftag | Name, Land, Klasse    | Weite (m)  | Name, Land, Klasse | Weite (m)  | Name, Land, Klasse  | Weite (m)  |
| ------ | ------------ | --------------------- | ---------- | ------------------ | ---------- | ------------------- | ---------- |
| F11    | 5. September | O. Tapia F11          | 41,92 m    | H. Bajoulvand F11  | 41,75 m PB | A. del Amo Cano F11 | 39,60 m PB |
| F37    | 6. September | T. Yuldashev F37      | 57,28 m PB | J.Zesseu F37       | 53,24 m    | H. Ali F37          | 52,54 m SB |
| F52    | 1. September | R. Ganeshamoorthy F52 | 27,06 m WR | A. Apinis F52      | 20,62 m SB | A. Rocha F52        | 19,48 m    |
| F56    | 2. September | C. Batista F56        | 46,86 m PR | Y. Kathuniya F56   | 42,22 m SB | K. Tzounis F56      | 41,32 m    |
| F64    | 5. September | J. Campbell F64       | 61,14 m PR | A. Stewart F43     | 59,66 m SB | D. Blair F44        | 57,76 m    |

### Speerwurf
| Klasse | Wettkampftag | Gold                   | Gold       | Silber              | Silber     | Bronze                | Bronze     |
| Klasse | Wettkampftag | Name, Land, Klasse     | Weite (m)  | Name, Land, Klasse  | Weite (m)  | Name, Land, Klasse    | Weite (m)  |
| ------ | ------------ | ---------------------- | ---------- | ------------------- | ---------- | --------------------- | ---------- |
| F13    | 5. September | D. Pembroke F13        | 74,49 m WR | A. Pirouj F13       | 69,74 m PB | U. Aguilera F13       | 62,51 m AR |
| F34    | 4. September | S. Afrooz F34          | 41,16 m WR | M. Valencia F34     | 39,04 m AR | D. Meneses Medina F34 | 37,17 m SB |
| F38    | 30. August   | J. Lemos Rivas F38     | 63,81 m WR | V. Bilyi F38        | 52,86 m SB | D. An F38             | 51,97 m SB |
| F41    | 7. September | N. Singh F41           | 47,32 m PB | Sun P. F41          | 44, 72 m   | W. Nukhailawi F41     | 40,46 m    |
| F46    | 3. September | G. Varona Gonzalez F46 | 66,14 m AR | A. Singh F46        | 65,62 m PB | G. Gurjar F46         | 64,96 m SB |
| F54    | 6. September | I. Revenko F54         | 30,77 m PB | E. Fuentes F54      | 30,53 m SB | M. Stefanoudakis F54  | 30,13 m    |
| F57    | 31. August   | Y. Odilov F57          | 50,32 m AR | M. Khalvandi F57    | 49,97 m SB | C. Lins Nobre F57     | 49,46 m    |
| F64    | 2. September | S. Antil F64           | 70,59 m PR | D. Kodithuwakku F44 | 67,03 m WR | M. Burian F44         | 64,89 m SB |

### Keulenwurf
| Klasse | Wettkampftag | Gold               | Gold       | Silber                | Silber     | Bronze              | Bronze    |
| Klasse | Wettkampftag | Name, Land, Klasse | Weite (m)  | Name, Land, Klasse    | Weite (m)  | Name, Land, Klasse  | Weite (m) |
| ------ | ------------ | ------------------ | ---------- | --------------------- | ---------- | ------------------- | --------- |
| F32    | 31. August   | A. Churkin F32     | 40,33 m AR | A. Konstantinidis F32 | 38,65 m PB | A. Mehideb F32      | 38,61 m   |
| F51    | 4. September | D. Nain F51        | 34,92 m AR | P. Soorma F51         | 34,59 m    | Z. Dimitrijevic F51 | 34,18 m   |

## Universalstaffel

### 4 × 100 m
| Klasse | Wettkampftag | Gold                                         | Gold       | Silber                                                  | Silber     | Bronze                                                       | Bronze   |
| Klasse | Wettkampftag | Name, Land, Klasse                           | Zeit (s)   | Name, Land, Klasse                                      | Zeit (s)   | Name, Land, Klasse                                           | Zeit (s) |
| ------ | ------------ | -------------------------------------------- | ---------- | ------------------------------------------------------- | ---------- | ------------------------------------------------------------ | -------- |
|        | 6. September | Zhou G. T11 Wang H. T46 Wen X. T37 Hu Y. T54 | 45,07 s WR | Z. Shaw T12 J. Peacock T64 A. Smith T38 S. Kinghorn T53 | 46,01 s AR | N. Malone T12 H. Woodhall T62 T. Swanson T37 T. McFadden T54 | 47,32 s  |